# Matrimonio tra persone dello stesso sesso in Danimarca
     Matrimonio omosessuale
     Unioni civili
     Riconoscimento delle convivenze
     Argomento in discussione parlamentare
     Nessun riconoscimento
     Matrimonio omosessuale proibito

Mappa che mostra la situazione delle unione omosessuali in Europa.
Matrimonio omosessuale
Unioni civili
Riconoscimento delle convivenze
Argomento in discussione parlamentare
Nessun riconoscimento
Matrimonio omosessuale proibito

Il matrimonio tra persone dello stesso sesso è diventato legale in Danimarca il 15 giugno 2012. La legge per legalizzarlo, proposta dal Governo Thorning-Schmidt, fu approvata dal Folketing il 7 giugno 2012 e ricevette l'assenso reale il 12 giugno. Tuttavia, la riforma dell'istituto matrimoniale riguarda solo la Danimarca propriamente intesa, mentre ne sono escluse la Groenlandia e le Isole Fær Øer. Il paese scandinavo è diventato così l'undicesimo paese del mondo a legalizzare tale tipo di unione.

## Unioni civili
Le unioni civili (registreret partnerskab in danese) furono legalizzate da una legge emanata il 7 giugno 1989, la prima a livello mondiale riguardo a tale tema, entrando in vigore il 1º ottobre dello stesso anno. Fu estesa alla Groenlandia il 26 aprile 1996, e successivamente corretta nel 1999. Tre tentativi di allargare i diritti riconosciuti dalla legge furono fatti nel maggio 2003, nel giugno 2003 e nel giugno 2006, ma nessuno di questi andò a buon fine. Tentativi che invece ebbero successo nel giugno 2009 e nel maggio 2010.
Le unioni civili riconoscevano quasi gli stessi diritti derivanti dal matrimonio, così come anche i doveri. Infatti, i diritti legali e fiscali riconosciuti alle coppie omosessuali che si registravano con le unioni civili erano identici alle coppie eterosessuali che si sposavano, fatta eccezione per due casi:
- Le leggi che facevano esplicito riferimento al sesso di coloro che contraevano matrimonio non potevano essere applicate alle altre coppie.
- I regolamenti e i riconoscimenti dei trattati internazionali non valevano anche per le coppie omosessuali in quanto queste non potevano sposarsi.

Le procedure per il divorzio erano anch'esse identiche a quelle per le coppie sposate. Coloro che desideravano contrarre un'unione civile dovevano avere almeno uno dei seguenti requisiti:
- Almeno uno dei due contraenti doveva essere un cittadino danese o avere residenza in Danimarca.
- Entrambi i contraenti dovevano aver risieduto in Danimarca per due anni.

I cittadini di Finlandia, Islanda e Norvegia erano trattati alla stregua dei cittadini danesi. Inoltre, il Ministero della Giustizia poteva decidere che un cittadino di un qualunque altro paese con leggi in materia simili alla Danimarca poteva essere trattato come un cittadino danese.
Il 17 marzo 2009, al Folketing fu proposta una legge che riconosceva alle coppie omosessuali il diritto di adottare. Tale legge fu approvata il 4 maggio 2010 ed entrò in vigore il 1º luglio dello stesso anno.
Soltanto le autorità civili erano obbligate a celebrare le unioni civili, ma la Chiesa di Danimarca permise ai preti di benedire le coppie omosessuali.
Il 15 giugno 2012 la legge fu annullata e sostituita dall'entrata in vigore di quella sul matrimonio per tutti.

## Matrimonio
Nel 2006, cinque deputati della Sinistra Radicale presentarono una risoluzione che chiedeva al governo di stilare una legge per aprire il matrimonio a tutti i tipi di coppia. La risoluzione fu discussa in parlamento ed osteggiata dalla coalizione conservatrice al governo. Il Ministro della Famiglia, Carina Christensen, affermò che le coppie registrate con l'unione civile avevano già gli stessi diritti delle coppie sposate, esclusa la possibilità di sposarsi in chiesa, per cui riteneva non necessaria una legge sull'ampliamento del matrimonio a tutte le coppie.
Nel giugno 2008, Lone Dybkjær, un relatore dello stesso partito, chiese ancora una volta l'ampliamento dell'istituto matrimoniale a tutte le coppie (kønsneutrale ægteskab, letteralmente matrimonio di genere neutro).
Nell'aprile 2009, l'assessore alla Cultura del Comune di Copenaghen, Pia Allerslev del Partito Liberale Danese, espresse pubblicamente il proprio sostegno al matrimonio tra persone dello stesso sesso, seguita dal sindaco Ritt Bjerregaard.
Nel giugno 2010, il Folketing respinse ancora una volta una proposta di legge in merito proveniente dai partiti dell'opposizione con una maggioranza risicata: la proposta fu infatti bocciata con 57 voti contro 52. Analogo destino conobbe anche una mozione volta a legalizzare il kønsneutrale ægteskab.
Nell'ottobre 2011, Manu Sareen, Ministro per le Pari Opportunità e per gli affari di culto del Governo Thorning-Schmidt, annunciò che il governo avrebbe cercato di legalizzare i matrimoni tra persone dello stesso sesso entro la primavera 2012. Il 18 gennaio 2012 il governo pubblicò due progetti di legge in merito. Una legge introduceva la definizione di matrimonio di genere neutro e consentiva alle coppie omosessuali di sposarsi sia in comune sia in chiesa. Le coppie che avevano contratto un'unione civile in precedenza vedevano tramutarsi quest'ultima automaticamente in matrimonio, mentre le coppie non registrate ufficialmente avevano direttamente accesso alle nozze. Secondo l'altra legge, i singoli preti che non volevano sposare coppie omosessuali potevano scegliere di non farlo. Anche alle altre comunità religiose era lasciata la scelta tra la celebrazione o meno di tali cerimonie. Le leggi furono sottoposte ad una consultazione fino al 22 febbraio dello stesso anno.
Il 14 marzo 2012 il governo sottopose entrambe le leggi al parlamento. La legge fu approvata il 7 giugno 2012, dopo 23 anni esatti dall'approvazione delle unioni civili. Ricevuto l'assenso reale il 12 giugno, la legge entrò in vigore il 15 giugno. La legge fu ostacolata dal Partito Popolare Danese e dai Cristiano-democratici, sebbene quest'ultimo partito non fosse rappresentato in parlamento.

## Adozione e diritto di famiglia
Il 2 giugno 2006, il Folketing abrogò una legge del 1997 che vietava alle coppie lesbiche l'accesso alla fecondazione assistita.
Fin dal 1999 è stato possibile per un uomo o una donna la cui unione con un altro uomo o un'altra donna era riconosciuta in quanto unione civile adottare il figlio del/della partner (si tratta della cosiddetta "adozione del figliastro"). Invece, dal 1º luglio 2010 le coppie dello stesso sesso possono adottare congiuntamente.